# Juan Miguel Hernández León
Juan Miguel Hernández León (Málaga, 1945) es un arquitecto español, presidente del Círculo de Bellas Artes de Madrid desde 1995.

## Biografía
Nacido en 1945 en la ciudad andaluza de Málaga, se tituló como arquitecto por la Escuela Técnica Superior de Arquitectura de Madrid (ETSAM) en 1974 y obtuvo el título de doctor arquitecto en el mismo centro en 1982. Fue campeón de España de karate y participó en el combinado nacional de dicho deporte.
Catedrático de Composición de la ETSAM, en 1988 se convirtió en gerente de la Asociación de Deportes Olímpicos (ADO). Miembro de la junta directiva del Círculo de Bellas Artes (CBA), en 1995 se convirtió en presidente de la institución cultural. Hernández, que fue director de la ETSAM, firmó como coautor junto a Álvaro Siza el proyecto de reforma del Eje Prado-Recoletos.

## Obras
- Plan Especial Villa de Madrid. 1986.[5]
- La casa de un solo muro. Madrid: Nerea. 1990.[7]
- Barcelona Olímpica. La ciudad renovada. 1992.[5]
- Arquitectura española. Siglo XX. 1997.[5]
- Autenticidad y monumento: del mito de Lázaro al de Pigmalión. Abada Editores. 2013.[4][8]
- Ser-paisaje. Abada. 2016.[9]